# Посольство России в Боливии
Посольство России в Ла-Пасе — дипломатическое представительство Российской Федерации в столице Боливии городе Ла-Пас.

## Дипломатические отношения
По историческим документам, впервые дипломатические отношения между Российской империей и Боливией установлены 9 августа 1898 года. Отношения между СССР и Боливией установлены 18 апреля 1945 года. В 1969 году были открыты посольства в столицах двух государств.
Первым визитом лидера Боливии в Россию стал официальный визит в Москву президента Эво Моралеса 16 февраля 2009 года. Он также принимал участие во 2-м саммите лидеров государств-участников Форума стран-экспортеров газа (ФСЭГ) в Москве 1-2 июля 2013 года.
Российско-боливийская договорно-правовая база включает следующие документы: Договор об основах отношений (1996), межправительственные соглашения о культурном и научном сотрудничестве (1995), о борьбе с незаконным оборотом наркотиков (1996), о сотрудничестве в области туризма (1999), о военно-техническом сотрудничестве (2009).
В 2016 году подписано Соглашение о безвизовых поездках.

## Послы России в Боливии
- Владимир Иванович Киселёв (1991—1995)
- Юрий Юрьевич Носенко (1995—1998)
- Геннадий Васильевич Сизов (1998—2003)
- Владимир Леонидович Куликов (2003—2008)
- Леонид Евгеньевич Голубев (2008—2012)
- Алексей Андреевич Сазонов (2012—2017)
- Владимир Иванович Спринчан (2017—2020)
- Михаил Николаевич Леденёв (2020—2024)
- Дмитрий Юрьевич Верченко (2024—н. в.)